# Tomasz Olszewski (1929–2020)

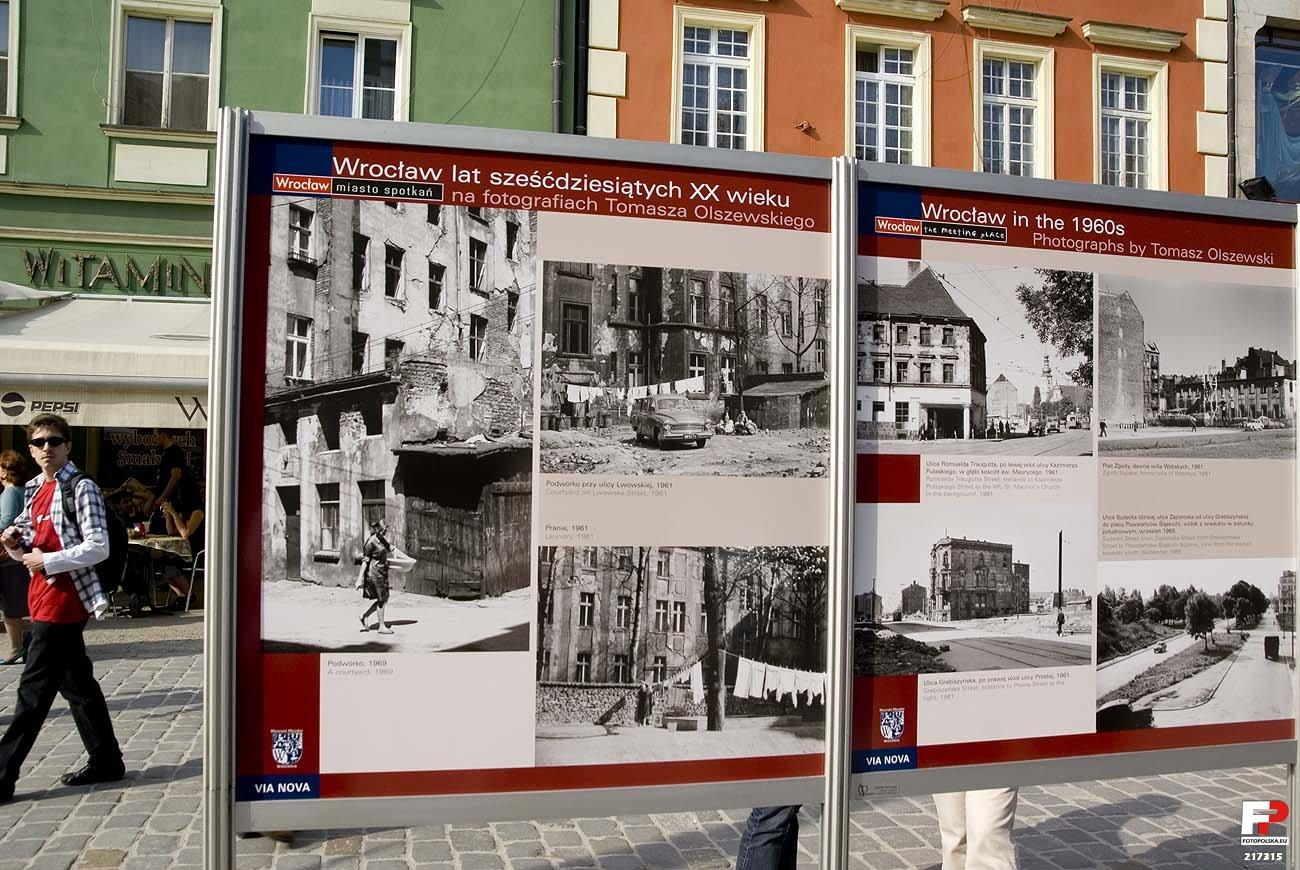
Wystawa plenerowa Tomasza Olszewskiego (Wrocław 2011)

Tomasz Olszewski (ur. 15 grudnia 1929 w Warszawie, zm. 26 kwietnia 2020) – polski artysta fotograf. Członek rzeczywisty Okręgu Dolnośląskiego Związku Polskich Artystów Fotografików (Oddział Karkonoski). Członek Wrocławskiego Towarzystwa Fotograficznego. Mąż Lidii Śniatyckiej-Olszewskiej.

## Życiorys
Tomasz Olszewski był absolwentem Uniwersytetu Wrocławskiego (ekonomia, geografia), związany z dolnośląskim środowiskiem fotograficznym – mieszkał, tworzył w Szklarskiej Porębie (1945–1959), Wrocławiu (1959–1969), Białymstoku, Jeleniej Górze, ponownie w Szklarskiej Porębie (od 1996). Był związany z fotografią artystyczną od 1953 roku – wówczas po raz pierwszy zaprezentował swoje fotografie podczas VII Okręgowej Wystawy Fotografii Polskiego Towarzystwa Fotograficznego we Wrocławiu. Miejsce szczególne w jego twórczości zajmowała fotografia architektury, fotografia dokumentalna, fotografia pejzażowa, fotografia socjologiczna. W 1955 został członkiem rzeczywistym ówczesnego Wrocławskiego Towarzystwa Fotograficznego (obecnie Dolnośląskie Stowarzyszenie Artystów Fotografików i Twórców Audiowizualnych).
Tomasz Olszewski był autorem i współautorem wielu wystaw fotograficznych, indywidualnych i zbiorowych. Jego fotografie prezentowane wielokrotnie na wystawach pokonkursowych oraz Międzynarodowych Salonach Fotograficznych – były doceniane wieloma akceptacjami, nagrodami, wyróżnieniami, dyplomami, listami gratulacyjnymi (m.in. Medalem ZPAF w Konkursie Fotografii Polskiej Złocisty Jantar – 1979, organizowanym staraniem Związku Polskich Artystów Fotografików oraz Gdańskiego Towarzystwa Fotograficznego). Był autorem albumów fotograficznych. W 1959 został przyjęty w poczet członków rzeczywistych Związku Polskich Artystów Fotografików (legitymacja nr 261). W 1968 roku za twórczość fotograficzną i pracę na rzecz fotografii został uhonorowany Nagrodą Artystyczną Miasta Wrocławia. Za działalność fotograficzną otrzymał dyplom Wydziału Kultury i Sztuki Urzędu Wojewódzkiego w Jeleniej Górze.
Fotografie Tomasza Olszewskiego (około dwóch tysięcy zdjęć) znajdują się w zbiorach Muzeum Miejskiego Wrocławia, zakupione przez placówkę w 2007 roku.

## Odznaczenia
- Odznaka honorowa „Zasłużony Białostocczyźnie”[11]
- Odznaka „Zasłużony Działacz Kultury”[11]
- Medal 40-lecia ZPAF (1987)[2]
- Medal 150-lecia Fotografii (1989)[2]

## Wystawy indywidualne (wybór)
- Drezno – miasto i ludzie[7]
- Forma i treść[7]
- Wrocław stary i nowy[7]
- Wrocław 1945–1965[7]
- Moje piękne miasto[7]
- Moje dziwne miasto[7]
- Na wschód od Warszawy (1975)[2][6]
- Godzina zero (1981)[2][6]
- Karkonosze – kraina wichrów i mgieł (1982)[2][6]
- Wystawa Retrospektywna (1985)[11]
- Wystawa plenerowa (Wrocław 2011)[8]
- Karkonosze – kraina wichrów i mgieł (Łomża 2021)[12]

## Publikacje (albumy)
- Wrocław 1945–1965 (1966)
- Moje miasto – Wrocław (1972)
- Wrocław lat sześćdziesiątych XX wieku w fotografii Tomasza Olszewskiego (2011)

Źródło